# Argyroeides fuscipes
Argyroeides fuscipes är en fjärilsart som beskrevs av Rothschild 1911. Argyroeides fuscipes ingår i släktet Argyroeides och familjen björnspinnare. Inga underarter finns listade i Catalogue of Life.